# Igreja Matriz de Santo Antônio de Itatiaia
A Igreja Matriz de Santo Antônio, localizada em Itatiaia, Ouro Branco, Minas Gerais, é um importante monumento nacional protegido pelo IPHAN (inscrição n°555, de 03/10/1983). Sua construção ocorreu durante o final do século XVII e início do século XVIII, conforme o registro do primeiro batizado em 1714. No período, ela pertencia às Irmandades do Santíssimo Sacramento e Nossa Senhora do Rosário dos Pretos e São Benedito, e passou por diversas reformas de ampliação, especialmente no final do século XVIII e início do século XIX, para a adição da nave, torres e frontão de pedra.
Após um período de relativo abandono e pequenas intervenções no século XIX, a igreja foi restaurada entre 1982 e 1984, por meio de um projeto que envolveu o IPHAN, a Universidade Federal de Ouro Preto e a Açominas. 
Com uma arquitetura que combina elementos estruturais aparentes com alvenaria de pedra, o interior do templo exibe trabalhos de talha e pintura que são considerados representativos da arte sacra de Minas Gerais. A pintura decorativa segue um estilo barroco na capela-mor e rococó no forro da nave, além de contar com elementos fitomorfos e figuras bíblicas nos altares laterais e no arco-cruzeiro. Acredita-se que a igreja tenha sido fundada por um abade, devido a presença das armas da congregação no frontispício.

## História: Detalhes e Arquitetura
Em 1714, a capela primitiva foi erguida, mostrando sua importância por meio dos registros de batismos e da presença da pia batismal. Ao longo dos anos, foi descrita como tendo cinco altares, alfaias e prataria.
Seguindo a arquitetura típica das construções religiosas do Vale do Piranga, possuía uma nave central, capela-mor, capela do santíssimo e sacristia. No entanto, devido ao estado de deterioração, em 1741, uma nova igreja foi encomendada por Antônio Pereira Cunha e as irmandades do Santíssimo Sacramento e Nossa Senhora do Rosário dos Pretos e São Benedito. A capela primitiva, mesmo em ruínas, não foi demolida, mas sim restaurada e incorporada à nova.
Em 1744, devido à falta de estrutura, o uso do sacrário e hóstia consagrada foi proibido. Em 1800, a capela-mor recebeu um conserto no telhado pela Irmandade do Santíssimo Sacramento.
A partir de 1785, registros das irmandades indicam a compra de materiais para a construção da nova igreja, finalizada em 1800. O Inventário da Irmandade do Santíssimo Sacramento em 1814 mostra um funcionamento ativo no início do século XIX, com um inventário de bens e objetos presentes na igreja. Documentos de 1824 mencionam a reconstrução de uma capela de madeira, toda forrada, pintada e campada, mas acredita-se que se referiam a reparos na cobertura, dando uma aparência nova à parte original da igreja.
A igreja apresenta uma arquitetura marcada por dois momentos distintos, a capela original de pau-a-pique com estrutura de madeira refletindo o estilo do Vale do Piranga, e a parte mais recente, construída no final do século XVIII e início do século XIX, seguindo os padrões da Serra de Ouro Preto.

## Tombamento
Em 1949, uma lista foi enviada sugerindo a inclusão de alguns exemplares da arquitetura mineira no livro de tombo, visando protegê-los de possíveis danos futuros. Destaque foi dado à Matriz de Itatiaia e de Cachoeira do Campo, que mereciam tombamento imediato. O processo de tombamento foi iniciado em resposta a essa lista. Contudo, em 1952, antes do tombamento ser concretizado, o telhado da nave da Matriz de Itatiaia foi derrubado por uma tempestade.
Após 8 meses do desabamento, as obras de reparo foram iniciadas mediante o envio de uma carta e de um levantamento fotográfico da igreja. Em 1983, durante a primeira grande restauração da igreja, o telhado precisou ser novamente refeito, indicando um problema estrutural grave que exigiu reformas recorrentes. Finalmente, em 1984, o tombamento em nível federal foi homologado, o que acabou sendo seguido por restaurações posteriores devido à infiltração, rachaduras e problemas no telhado da nave.
Em 2003, o IPHAN comunicou a avaliação e acompanhamento dos serviços de demolição do reboco, reparo do telhado, tratamento das madeiras, pintura externa e limpeza dos forros da igreja. Projetos complementares de iluminação, instalações elétricas e proteção contra descargas atmosféricas foram aprovados em 2005 e executados em 2007, com o patrocínio do Governo de Minas e do BNDES. Desde novembro de 2014, a igreja está passando por uma nova restauração, especialmente dos bens móveis, por meio da Lei Federal de Incentivo à Cultura.